# اندیس سنگ تزئینی (گرانیت) عبدلی
سنگ تزئینی(گرانیت) عبدلی یک اندیس مصالح ساختمانی است که در  استان لرستان قرار دارد و مادهٔ معدنی موجود در آن، سنگ تزئینی است.سنگ میزبان این اندیس گرانیت - گرانودیوریت است و دیرینگی آن به دوران پالئوسن می‌رسد. 